# La barca (pel·lícula)
La barca (anglès: The Boat) és una pel·lícula de comèdia muda estatunidenca de dos rodets del 1921 escrita, dirigida i protagonitzada per Buster Keaton. Les crítiques contemporànies el consideren un dels seus millors curts, amb One Week (1920), The Playhouse (1921) i Cops (1922). Actualment es troba en el domini públic. La International Buster Keaton Society pren el seu nom, The Damfinos, del nom del vaixell de la pel·lícula. Els intertítols han estat traduïts al català.

## Trama
Buster està casat i té dos fills (tots dos porten versions de mida infantil del mateix barret pastís de porc). Ha construït una gran barca que ha batejat com Damfino dins de casa seva. Quan acaba i decideix portar el vaixell al mar, s'adona que és massa gran per passar-la per la porta. Amplia una mica l'obertura, però quan remolca el vaixell amb una politja des del seu cotxe Ford T, el vaixell demostra ser una mica més gran del que esperava, i la casa s'ensorra completament.
Quan intenta botar el vaixell, Buster perd el cotxe familiar. El vaixell passa impunement per sota dels ponts extremadament baixos dels canals de Venice gràcies a l'enginyós disseny del vaixell de Buster. Un cop són a l'oceà Pacífic, Buster i la seva família es veuen atrapats en una terrible tempesta. El vaixell amb prou feines està en condicions de navegar, i no ajuda que Buster clavi una imatge dins del vaixell, provocant una fuita improbable; o quan perfora més el fons de l'embarcació per deixar sortir l'aigua, donant lloc a un brot espectacular. Envia una petició d'ajuda en Codi Morse per ràdio, però quan l'operador de la Guàrdia Costanera pregunta qui és, respon, "d-a-m-f-i-n-o" en codi Morse. L'operador ho interpreta com a "damn if I know" ("maleït si ho sé") i rebutja la crida com una broma. Portant-se a un vaixell ridículament petit que de fet és una banyera, la família es resigna a enfonsar-se al mar, fins que s'adonen que en realitat es troben en aigües poc profundes. Després de vadear una curta distància, arriben a una platja deserta a la foscor de la nit. "On estem?" li pregunta a la seva dona (a través d'un intertítol), a la qual cosa en Buster respon: "Maleït si ho sé" (boca les paraules a la càmera; no s'utilitza cap intertítol).

## Temes
The Boat és un clàssic relat del tema favorit de Keaton, home versus màquina. Els temes acompanyants de calamitat i destrucció obren el camí perquè l'"home petit" recuperi el control de la situació.
Oldham assenyala que el nom del vaixell, Damfino (o "damn if I know") reflecteix la pròpia reacció de Keaton davant el món perplex i desafiant al qual s'enfronta a les seves pel·lícules. Com que el nom es fa referència moltes vegades al llarg de la pel·lícula, Oldham també el descriu com "probablement el joc de paraules més llarg de la història del cinema mut". Al seu llibre Buster Keaton and the Muskegon Connection, Okkonen i Pesch afirmen que Keaton va agafar el nom d'una entrada en vaixell a motor en una regata d'Actors' Colony a Muskegon, Michigan. Keaton va reutilitzar el nom per a una carcassa de carreres a la seva pel·lícula de 1927 College. Els membres de la International Buster Keaton Society s'anomenen de manera informal els Damfinos.

## Repartiment
- Buster Keaton com el constructor del vaixell
- Edward F. Cline com a receptor del SOS (no acreditat)
- Sybil Seely com la seva esposa (no acreditada)

## Producció

### Desenvolupament
Neibur i Niemi consideren The Boat la tercera entrega d'una trilogia de pel·lícules sobre una parella jove, començant amb The Scarecrow (1920) i continuant amb One Week (1920). També observen el paral·lelisme entre el final d'One Week, en què la casa de la parella és destruïda per un tren, i l'inici de The Boat, en què la seva casa és destruïda pel vaixell. Keaton Es va plantejar combinar One Week i The Boat en un sol film de quatre rodets que seguiria les aventures d'una jove parella. Amb aquesta finalitat, Virginia Fox, que originalment va ser l'esposa a The Boat, va ser substituïda per Sybil Seely, l'esposa a One Week. Tanmateix, la idea de combinar les pel·lícules mai es va realitzar.

### Rodatge i efectes especials
El llançament del vaixell, en el qual el vaixell llisca fora de la rampa de llançament i s'enfonsa directament a l'aigua, va trigar tres dies a filmar-se. El director tècnic Fred Gabourie tenia dos vaixells d'11 metres construïts per a la producció: un per flotar i un altre per enfonsar-se. Tanmateix, cap dels dos vaixells va fer la seva funció. La tripulació de producció va pesar inicialment el vaixell que s'havia d'enfonsar amb aproximadament 730 kilos de lingot d'alt forn i rails en T, però a mesura que l'embarcació lliscava fora de la rampa va disminuir la velocitat en lloc de lliscar sota l'aigua. Keaton va explicar més tard que no es podia utilitzar una manovella subterrània perquè faria que la superfície de l'aigua "saltés". A continuació, la tripulació va construir una popa separada perquè el vaixell es col·lapsés en colpejar l'aigua, però una bossa d'aire al morro del vaixell va mantenir el morro fora de l'aigua. Com a següent estratègia, la tripulació va fer forats per tot el vaixell per assegurar-se que s'enfonsés. Però la flotabilitat de la mateixa fusta va impedir que s'enfonsés ràpidament. Finalment, la tripulació va remolcar el vaixell fins a l'Balboa Bay davant de Newport Beach, i va enfonsar una àncora amb un cable connectat a una politja muntada a la popa. A l'altre extrem, el cable es va connectar a un remolcador, que va arrossegar el vaixell sota l'aigua per completar l'escena.
Keaton i Gabourie també van concebre el disseny dels embuts, pal i aparells plegables del vaixell que li permeten passar per sota dels ponts, en un altre visió inventiva.

## Llançament
Metro Pictures va publicar The Boat el 10 de novembre de 1921, incloent versions amb els títols estrangers La barca (Itàlia i Espanya),  Frigocapitaine au long course (França), Acksónak (Hongria) i Buster merenkulkijana (Finlàndia).

## Recepció
The Boat va ser ben rebut pels espectadors. Keaton el va considerar un dels seus favorits personals. A la seva autobiografia My Wonderful World of Slapstick, Keaton va dir que la imatge distintiva del seu barret de pastís de porc flotant a l'aigua al final de la pel·lícula el va identificar a l'instant i va fer pensar al públic que estava "caminant sota l'aigua just per sota".
Una ressenya de 1921 a The Washington Post va qualificar la pel·lícula de clàssic, suggerint que Keaton devia haver consultat amb l'Armada dels Estats Units per plantejar-se "tots els possibles contratemps que, amb qualsevol possibilitat, puguin passar-li a un vaixell navegant a alta mar".